# Ли Чжэнь (писатель)
Ли Чжэнь (кит. трад. 李禎, упр. 李祯, пиньинь Lǐ Zhēn; 1376—1452) — китайский писатель и поэт эпохи Мин. Также известен как Ли Чанци́ (кит. 李昌祺).
Автор сборника новелл «Продолжение новых рассказов у горящего светильника» (кит. трад. 剪燈餘話, упр. 剪灯余话, пиньинь Jiǎndēng yúhuà), в котором использовал многие сюжеты из книги Цюй Ю «Новые рассказы у горящего светильника». Однако среди его новелл есть и такие, которые напоминают скорее сунскую прозу, чем удивительные истории Цюй Ю. Один из таких рассказов — «Записки о ширме с цветами лотоса» — ещё одну уголовную историю, разработанную уже более подробно, чем в книге Лю Фу.